# Brûlain
Brûlain és un municipi francès situat al departament de Deux-Sèvres i a la regió de la Nova Aquitània. L'any 2007 tenia 642 habitants.

## Demografia

### Població
El 2007 la població de fet de Brûlain era de 642 persones. Hi havia 248 famílies de les quals 52 eren unipersonals (16 homes vivint sols i 36 dones vivint soles), 92 parelles sense fills, 88 parelles amb fills i 16 famílies monoparentals amb fills.
La població ha evolucionat segons el següent gràfic:
Habitants censats

### Habitatges
El 2007 hi havia 291 habitatges, 251 eren l'habitatge principal de la família, 14 eren segones residències i 26 estaven desocupats. Tots els 288 habitatges eren cases. Dels 251 habitatges principals, 207 estaven ocupats pels seus propietaris, 38 estaven llogats i ocupats pels llogaters i 6 estaven cedits a títol gratuït; 1 tenia una cambra, 9 en tenien dues, 29 en tenien tres, 79 en tenien quatre i 133 en tenien cinc o més. 186 habitatges disposaven pel capbaix d'una plaça de pàrquing. A 101 habitatges hi havia un automòbil i a 129 n'hi havia dos o més.

### Piràmide de població
La piràmide de població per edats i sexe el 2009 era:
| Homes | Edats   | Dones |
| ----- | ------- | ----- |
| 0     | 95 o +  | 0     |
| 4     | 90 a 94 | 0     |
| 0     | 85 a 89 | 4     |
| 8     | 80 a 84 | 4     |
| 4     | 75 a 79 | 28    |
| 12    | 70 a 74 | 8     |
| 16    | 65 a 69 | 12    |
| 28    | 60 a 64 | 12    |
| 20    | 55 a 59 | 8     |
| 12    | 50 a 54 | 16    |
| 24    | 45 a 49 | 28    |
| 20    | 40 a 44 | 12    |
| 12    | 35 a 39 | 16    |
| 24    | 30 a 34 | 24    |
| 20    | 25 a 29 | 12    |
| 0     | 20 a 24 | 4     |
| 16    | 15 a 19 | 8     |
| 12    | 10 a 14 | 20    |
| 20    | 5 a 9   | 20    |
| 16    | 0 a 4   | 24    |

## Economia
El 2007 la població en edat de treballar era de 416 persones, 318 eren actives i 98 eren inactives. De les 318 persones actives 288 estaven ocupades (152 homes i 136 dones) i 30 estaven aturades (13 homes i 17 dones). De les 98 persones inactives 36 estaven jubilades, 34 estaven estudiant i 28 estaven classificades com a «altres inactius».

### Ingressos
El 2009 a Brûlain hi havia 263 unitats fiscals que integraven 689 persones, la mediana anual d'ingressos fiscals per persona era de 16.755 €.

### Activitats econòmiques
Dels 17 establiments que hi havia el 2007, 1 era d'una empresa alimentària, 4 d'empreses de construcció, 2 d'empreses de comerç i reparació d'automòbils, 1 d'una empresa de transport, 2 d'empreses d'informació i comunicació, 1 d'una empresa financera, 3 d'empreses immobiliàries i 3 d'empreses de serveis.
Dels 5 establiments de servei als particulars que hi havia el 2009, 2 eren fusteries, 1 lampisteria i 2 agències immobiliàries.
L'any 2000 a Brûlain hi havia 34 explotacions agrícoles que ocupaven un total de 1.976 hectàrees.

## Equipaments sanitaris i escolars
El 2009 hi havia una escola elemental.

## Poblacions més properes
El següent diagrama mostra les poblacions més properes.